# Данило Коцић
Данило Б. Коцић (Дадинце, код Власотинца, 4. септембар 1949) српски је песник, романописац, историчар књижевности и новинар.

## Биографија
Основно образовање и гимназију завршио је у родном месту, Власотинце. Професор је књижевности и дипломирани правник. На Правном факултету Београдског универзитета похађао последипломске студије. Као стипендиста Косова и Метихије, по завршетку студија, радио у Гимназији „Браћа Рибар“ на Косову и Метохији, где је предавао Српски језик и југословенску књижевност и Уставно уређење и Гимназији „Стеван Јаковљевић’’ у Власотинцу. Био је новинар приштинског дневног листа Јединство (1976 – 1978 и готово три деценије дописник Политике из Лесковца (1979 – 2007). 
Најпре је почео да се бави поезијом за децу, потом прозом и књижевном критиком. Објавио је обимно двотомно дело о књижевном животу у Лесковцу од најранијих времена до данас „Лесковачки писци, трагови и трагања“ . Оснивач је и главни и одговорни уредник дневних електронских новина Медија центар 016. Један је од оснивача Удружења писаца Лесковца и дугогодишњи сарадник листа „Помак“. Живи у Лесковцу.

## Дела
Објавио је више романа, збирки песама и студија. Интересантна је и студија о лесковачком говору публикована 2015. и 2016. године.

### Песме
- Чудна лађа, песме за децу, (Лесковац 1987)
- Дневник на распусту, песме за децу, (Лековац 2000)
- Говор камена, (Лесковац 2004)
- Песма жени, (Власотинце 2007)
- Песме - старе и новије (Лесковац 2016)

### Романи
- Изабрани живот, (Лесковац 1997)
- Изабрана тишина, (Лесковац 2000)
- Изабрани дани, (Лесковац 2012)
- Измаглице - трилогија, (Лесковац 2016)
- Сликање меморије - изабрана дела, (Лесковац 2020)
- Данило Коцић: Невреме, приче из завичаја, Лесковац 2024.

### Студије
- Лесковац: Историја књижевности и публицистике (1876—2006), (Лесковац 2006)
- Лесковачки писци, трагови и трагања, I и II књига, (Лесковац 2015)
- Данило Коцић: Лесковачки писци, трагови и трагања, I - II, друго издање, (Лесковац 2016)
- Данило Коцић: Хумор у делима лесковачких писаца, (Лесковац 2016)
- Данило Коцић: Говор Лесковца и југа Србије, (Лесковац 2016)
- Данило Коцић: Проф. др Драгомир С. Радовановић: живот и мисао - хрестоматија и коментари", (Лесковац 2017)
- Данило Коцић: Проф. др Душан Јањић: живот и мисао - хрестоматија и коментари, (Лесковац 2017)
- Данило Коцић: Проф. др Тихомир Петровић: живот и мисао - хрестоматија и коментари, (Лесковац 2017)
- Данило Коцић: Др Добривоје Бошковић: живот и мисао - хрестоматија и коментари, (Лесковац 2017)
- Данило Коцић: Афо(к)ризми и друге (не)згоде, (Лесковац 2017)
- Данило Коцић: Афоризми са тужне пруге, (Лесковац 2018)
- Данило Коцић: Лесковачки писци 1898-2018 - библиографије и коментари, (Лесковац 2019)
- Данило Коцић: Др Жак Конфино и Лесковац - једно виђење савременика, публициста и критичара", (Лесковац 2020)
- Данило Коцић: Говор Лесковца и југа Србије међу дијалектима српског језика (Лесковац 2021)
- Данило Коцић: Лесковачки писци и њихово доба, друго измеђено и допуњено издање (1.100 станица великог формата), (Лесковац 2021)
- Данило Коцић: Опроштајни концерт, приче, (Народна библиотека Власотинце 2022)
- Данило Коцић: Драган Радовић: живот и мисао (Лесковац 2022. године)
- Данило Коцић: Др Добривоје Бошковић: живот и мисао (Лесковац 2022. године)
- Данило Коцић: Борислав Здравковић - "Тренуци лирике" - живот и мисао (Лесковац 2023)
- Данило Коцић: "Освит" - Повратак у будућност - афористички круг Јабланичког округа (Лесковац 2023)

### Избор поезије
- Лесковачки песници - трагови и трагања (Панорама лесковачког песништва 1944 – 2014), Лесковац 2015. године